# Herald Sun Tour 2018
L'Herald Sun Tour 2018, sessantacinquesima edizione della corsa e valevole come evento dell'UCI Oceania Tour 2018 categoria 2.1, si svolse in 4 tappe precedute da un cronoprologo iniziale dal 31 gennaio al 4 febbraio 2018 su un percorso di 731,9 km, con partenza da Melbourne e arrivo a Kinglake, in Australia. La vittoria fu appannaggio del colombiano Esteban Chaves, il quale completò il percorso in 18h34'09", alla media di 39,413 km/h, precedendo gli australiani Cameron Meyer e Damien Howson.
Sul traguardo di Kinglake 76 ciclisti, su 101 partiti da Melbourne, portarono a termine la competizione.

## Tappe
| Tappa  | Data        | Percorso                                  | km    | Vincitore di tappa  | Leader cl. generale |
| ------ | ----------- | ----------------------------------------- | ----- | ------------------- | ------------------- |
| Prol.  | 31 gennaio  | Melbourne > Melbourne (cron. individuale) | 1,6   | Ed Clancy           | Ed Clancy           |
| 1ª     | 1º febbraio | Colac > Warrnambool                       | 161,6 | Lasse Norman Hansen | Lasse Norman Hansen |
| 2ª     | 2 febbraio  | Warrnambool > Ballarat                    | 198,6 | Mads Pedersen       | Lasse Norman Hansen |
| 3ª     | 3 febbraio  | Mitchelton Winery > Lake Mountain         | 218   | Esteban Chaves      | Esteban Chaves      |
| 4ª     | 4 febbraio  | Kinglake > Kinglake                       | 152,1 | Sam Crome           | Esteban Chaves      |
| Totale | Totale      | Totale                                    | 731,9 |                     |                     |

## Squadre e corridori partecipanti
| N.    | Cod. | Squadra                     |
| ----- | ---- | --------------------------- |
| 1-7   | MTS  | Mitchelton-Scott            |
| 11-16 | TFS  | Trek-Segafredo              |
| 21-27 | ICA  | Israel Cycling Academy      |
| 31-36 | RNL  | Roompot-Nederlandse Loterij |
| 41-46 | ABS  | Aqua Blue Sport             |
| 51-57 | JLT  | JLT Condor                  |
| 61-66 | IPC  | Interpro Stradalli Cycling  |
| 71-77 | BSC  | Bennelong SwissWellness     |

| N.      | Cod. | Squadra                           |
| ------- | ---- | --------------------------------- |
| 81-87   | MBL  | Mobius-BridgeLane                 |
| 91-97   | OLI  | Oliver's Real Food Racing         |
| 101-107 | DEC  | Drapac EF Holistic                |
| 111-117 | BCT  | Brisbane Continental Cycling Team |
| 121-127 | ACA  | Australian Cycling Academy        |
| 131-137 | TMD  | Team McDonalds Downunder          |
| 141-147 | AUS  | Australia                         |

## Dettagli delle tappe

### Prologo
- 31 gennaio: Melbourne > Melbourne – Cronometro individuale – 1,6 km

Risultati
| Pos. | Corridore        | Squadra   | Tempo |
| ---- | ---------------- | --------- | ----- |
| 1    | Ed Clancy        | JLT       | 1'54" |
| 2    | Mads Pedersen    | Trek      | a 1"  |
| 3    | L. Norman Hansen | Aqua Blue | s.t.  |

| Pos. | Corridore        | Squadra   | Tempo |
| ---- | ---------------- | --------- | ----- |
| 1    | Ed Clancy        | JLT       | 1'54" |
| 2    | Mads Pedersen    | Trek      | a 1"  |
| 3    | L. Norman Hansen | Aqua Blue | s.t.  |

### 1ª tappa
- 1º febbraio: Colac > Warrnambool – 161,6 km

Risultati
| Pos. | Corridore        | Squadra    | Tempo    |
| ---- | ---------------- | ---------- | -------- |
| 1    | L. Norman Hansen | Aqua Blue  | 3h36'57" |
| 2    | Steele Von Hoff  | Bennelong  | s.t.     |
| 3    | Cameron Meyer    | Mitchelton | s.t.     |

| Pos. | Corridore        | Squadra    | Tempo    |
| ---- | ---------------- | ---------- | -------- |
| 1    | L. Norman Hansen | Aqua Blue  | 3h38'42" |
| 2    | Cameron Meyer    | Mitchelton | a 9"     |
| 3    | Steele Von Hoff  | Bennelong  | a 10"    |

### 2ª tappa
- 2 febbraio: Warrnambool > Ballarat – 198,6 km

Risultati
| Pos. | Corridore       | Squadra    | Tempo    |
| ---- | --------------- | ---------- | -------- |
| 1    | Mads Pedersen   | Trek       | 5h23'12" |
| 2    | Steele Von Hoff | Bennelong  | s.t.     |
| 3    | Alex. Edmondson | Mitchelton | s.t.     |

| Pos. | Corridore        | Squadra    | Tempo    |
| ---- | ---------------- | ---------- | -------- |
| 1    | L. Norman Hansen | Aqua Blue  | 9h01'54" |
| 2    | Steele Von Hoff  | Bennelong  | a 4"     |
| 3    | Cameron Meyer    | Mitchelton | a 9"     |

### 3ª tappa
- 3 febbraio: Mitchelton Winery > Lake Mountain – 218 km

Risultati
| Pos. | Corridore       | Squadra    | Tempo    |
| ---- | --------------- | ---------- | -------- |
| 1    | Esteban Chaves  | Mitchelton | 5h53'55" |
| 2    | Alexander Evans | Mobius     | a 42"    |
| 3    | Ruben Guerreiro | Trek       | a 1'09"  |

| Pos. | Corridore      | Squadra    | Tempo     |
| ---- | -------------- | ---------- | --------- |
| 1    | Esteban Chaves | Mitchelton | 14h56'35" |
| 2    | Cameron Meyer  | Mitchelton | a 32"     |
| 3    | Damien Howson  | Mitchelton | a 39"     |

### 4ª tappa
- 4 febbraio: Kinglake > Kinglake – 152,1 km

Risultati
| Pos. | Corridore       | Squadra    | Tempo    |
| ---- | --------------- | ---------- | -------- |
| 1    | Sam Crome       | Bennelong  | 3h37'34" |
| 2    | Cameron Meyer   | Mitchelton | s.t.     |
| 3    | Ruben Guerreiro | Trek       | s.t.     |

| Pos. | Corridore      | Squadra    | Tempo     |
| ---- | -------------- | ---------- | --------- |
| 1    | Esteban Chaves | Mitchelton | 18h34'09" |
| 2    | Cameron Meyer  | Mitchelton | a 26"     |
| 3    | Damien Howson  | Mitchelton | a 39"     |

## Evoluzione delle classifiche
| Tappa              | Vincitore           | Classifica generale Maglia gialla | Classifica sprint Maglia verde | Classifica scalatori Maglia nera | Classifica giovani Maglia blu | Classifica a squadre |
| ------------------ | ------------------- | --------------------------------- | ------------------------------ | -------------------------------- | ----------------------------- | -------------------- |
| Prologo            | Edward Clancy       | Edward Clancy                     | non assegnata                  | non assegnata                    | Matthew Gibson                | JLT Condor           |
| 1ª                 | Lasse Norman Hansen | Lasse Norman Hansen               | Lasse Norman Hansen            | Brad Evans                       | Mathew Ross                   | Mitchelton-Scott     |
| 2ª                 | Mads Pedersen       | Lasse Norman Hansen               | Steele Von Hoff                | Nathan Earle                     | Mathew Ross                   | Mitchelton-Scott     |
| 3ª                 | Esteban Chaves      | Esteban Chaves                    | Steele Von Hoff                | Brad Evans                       | Dylan Sunderland              | Mitchelton-Scott     |
| 4ª                 | Sam Crome           | Esteban Chaves                    | Steele Von Hoff                | Nathan Earle                     | Dylan Sunderland              | Mitchelton-Scott     |
| Classifiche finali | Classifiche finali  | Esteban Chaves                    | Steele Von Hoff                | Nathan Earle                     | Dylan Sunderland              | Mitchelton-Scott     |

## Classifiche finali

### Classifica generale - Maglia gialla
| Pos. | Corridore        | Squadra        | Tempo     |
| ---- | ---------------- | -------------- | --------- |
| 1    | Esteban Chaves   | Mitchelton     | 18h34'09" |
| 2    | Cameron Meyer    | Mitchelton     | a 26"     |
| 3    | Damien Howson    | Mitchelton     | a 39"     |
| 4    | Ruben Guerreiro  | Trek           | a 41"     |
| 5    | Dylan Sunderland | Bennelong      | a 1'03"   |
| 6    | Chris Harper     | Bennelong      | a 1'09"   |
| 7    | Sam Crome        | Bennelong      | a 1'48"   |
| 8    | Alexander Evans  | Mobius         | a 1'54"   |
| 9    | Krists Neilands  | Israel         | a 2'02"   |
| 10   | Freddy Ovett     | Australian Ac. | a 2'04"   |

### Classifica sprint - Maglia verde
| Pos. | Corridore       | Squadra    | Punti |
| ---- | --------------- | ---------- | ----- |
| 1    | Steele Von Hoff | Bennelong  | 28    |
| 2    | Kane Richards   | McDonalds  | 18    |
| 3    | Mathew Ross     | Australia  | 14    |
| 4    | Cameron Meyer   | Mitchelton | 14    |
| 5    | Liam Magennis   | Drapac     | 12    |

### Classifica scalatori - Maglia nera
| Pos. | Corridore         | Squadra    | Punti |
| ---- | ----------------- | ---------- | ----- |
| 1    | Nathan Earle      | Israel     | 56    |
| 2    | Michael Vink      | Brisbane   | 46    |
| 3    | Brad Evans        | Mobius     | 42    |
| 4    | Esteban Chaves    | Mitchelton | 24    |
| 5    | Etienne van Empel | Roompot    | 24    |

### Classifica giovani - Maglia blu
| Pos. | Corridore        | Squadra   | Tempo     |
| ---- | ---------------- | --------- | --------- |
| 1    | Dylan Sunderland | Bennelong | 18h35'12" |
| 2    | Alexander Evans  | Mobius    | a 51"     |
| 3    | James Whelan     | Australia | a 2'55"   |
| 4    | Ryan Christensen | Oliver's  | a 5'00"   |
| 5    | Calan White      | Brisbane  | a 6'10"   |

### Classifica a squadre
| Pos. | Squadra                              | Tempo     |
| ---- | ------------------------------------ | --------- |
| 1    | Mitchelton-Scott                     | 55h43'27" |
| 2    | Bennelong SwissWellness Cycling Team | a 1'20"   |
| 3    | Trek-Segafredo                       | a 6'51"   |
| 4    | Australia                            | a 8'04"   |
| 5    | Israel Cycling Academy               | a 10'40"  |